# 甚平

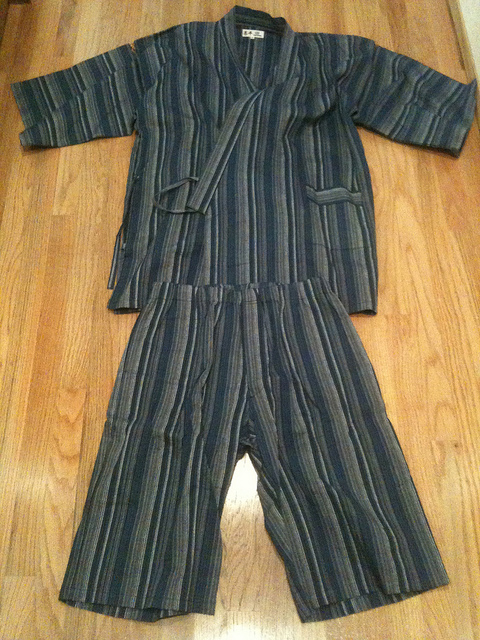
一般的な甚平

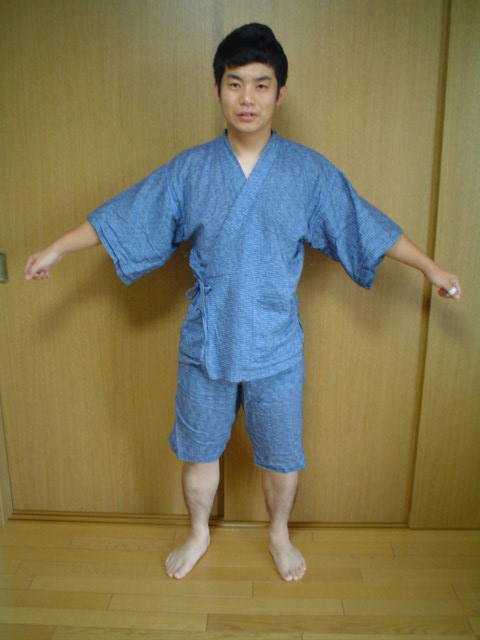
着衣姿

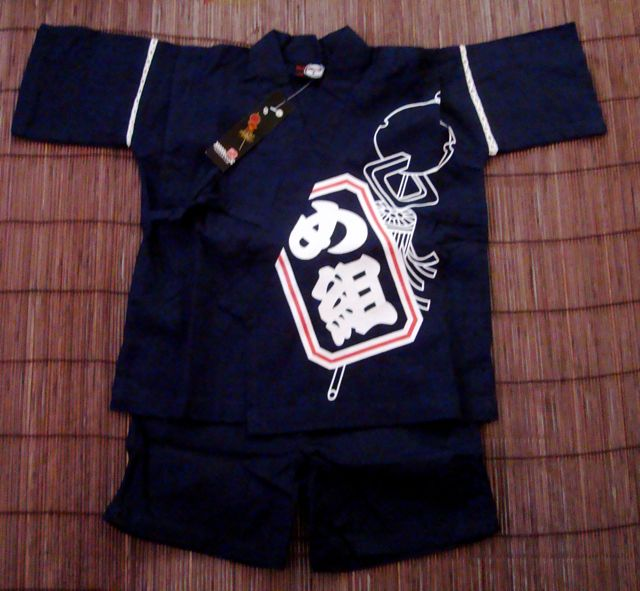
子ども用

甚平（じんべい）あるいは甚兵衛（じんべえ）は、男性あるいは子供の着る和装のホームウエアのひとつ。
甚平は「甚兵衛羽織」の略で「甚兵衛という名の人が着ていたことから」という起源説もあるが、江戸末期に庶民が着た「袖無し羽織（そでなしばおり）」が、「武家の用いた陣羽織（陣中で鎧・具足の上に着た上着）に形が似ていたことから」という説のほうが強いとされる。古老によれば、筒袖となって普及したのは大正時代。大阪であったという。
丈が短く、袖に袂がなくて衿と身頃につけた付け紐は、右を表左は裏側で結び、ふつうの和服のように右前に着る。そろいの半ズボンをはくのが今では一般的であるが、昭和40年頃までは、甚平といえば膝を覆うぐらい長い上衣のみであった。
木綿あるいは麻製で、単衣仕立て。脇の両裾に馬乗り（うまのり/スリット）がある。短い半袖や七分袖の筒袖・平袖で、袖口が広め。衿は「棒衿」で衽（おくみ）はないのがふつう。付け紐で結ぶので帯を必要としない。袖も身頃も全体的にゆったりして、風通しが良い作りなので、夏のホームウエアとして涼しく着られる。
甚平に似た和服に作務衣がある。
シーズン
素材によっては甚平は一年中着ることができる。だが、風通しの良さから夏に好まれて着られる。